# Потуш
Потуш (укр. Потуш) — село в Тывровском районе Винницкой области Украины.
Код КОАТУУ — 0524587303. Население по переписи 2001 года составляет 125 человек. Почтовый индекс — 23334. Телефонный код — 4355.
Занимает площадь 1,66 км².

## Адрес местного совета
23334, Винницкая область, Тывровский р-н, с. Шендеров, ул. Молодёжная, 1а